# چارلی وان (بازیکن فوتبال)
چارلی وان (انگلیسی: Charlie Vaughan; ۲۳ آوریل ۱۹۲۱ – ۱۶ مارس ۱۹۸۹) بازیکن فوتبال اهل بریتانیا بود.
از باشگاه‌هایی که در آن بازی کرده‌است می‌توان به باشگاه فوتبال چارلتون اتلتیک، باشگاه فوتبال ساتون یونایتد، و باشگاه فوتبال پورتسموث اشاره کرد.
وی همچنین در تیم ملی فوتبال England B بازی کرده‌است.